# 니시테쓰 가이즈카선

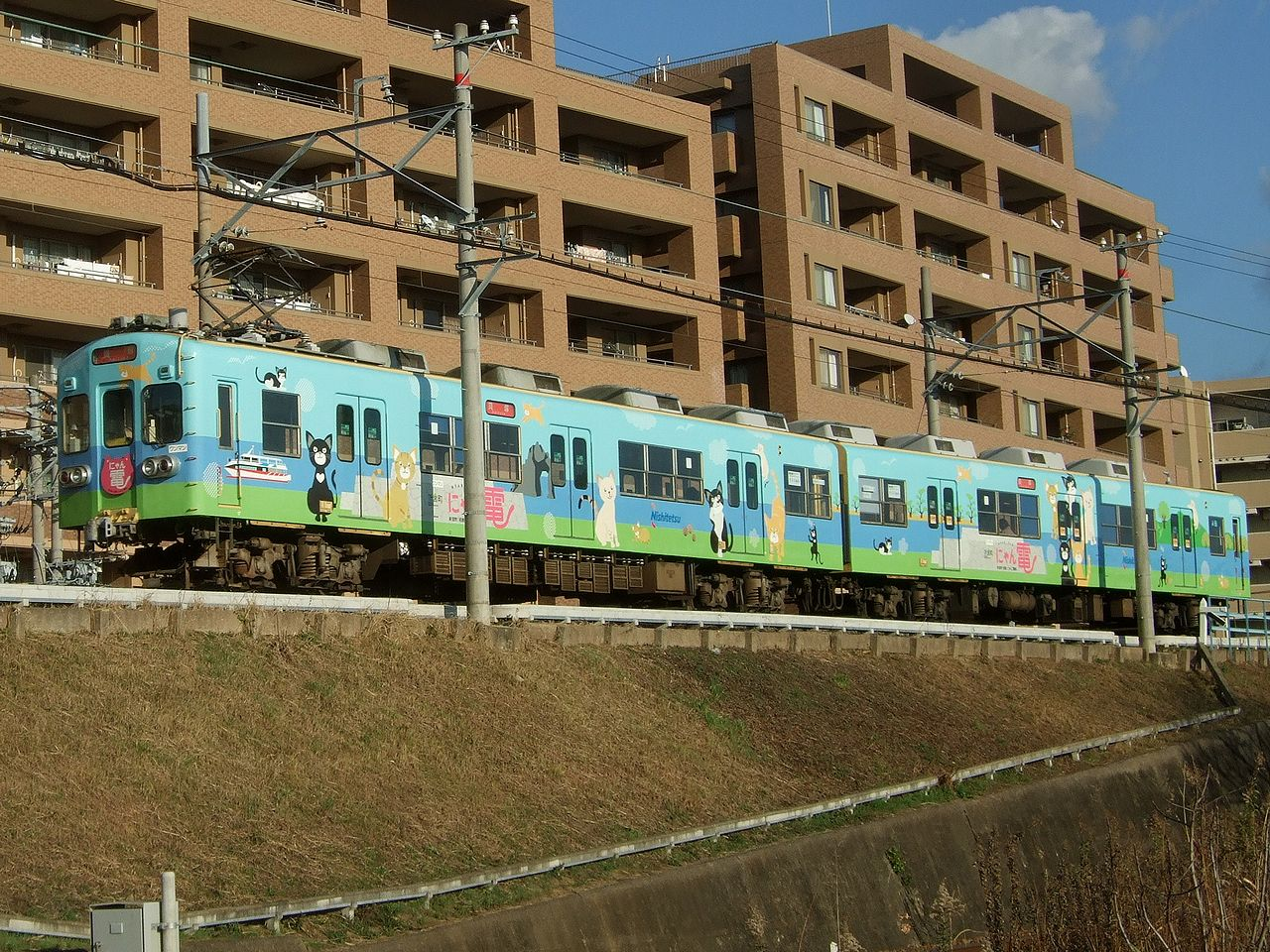
아이노섬의 고양이 등 신구정 일대의 풍물을 다루고 있는 랩핑 열차이며, 이른바 냥덴(にゃん電)이라는 별명을 가지고 있다. 열차 내부에도 물론 고양이 캐릭터가 따로 묘사되어 있다.

서일본 철도 가이즈카 선(일본어: 西鉄貝塚線)은 후쿠오카현 후쿠오카시 히가시구의 가이즈카역부터 후쿠오카 현 가스야군 신구정의 니시테쓰 신구 역까지를 묶는 서일본 철도(니시테쓰)의 철도 노선이다. 2007년 4월 1일에 니시테쓰 신구 역부터 쓰야자키 역까지의 구간이 폐지되어 동시에 미야지다케 선(宮地岳線)에서 개칭되었다.

## 개요
후쿠오카 시 동부쪽의 철도 노선으로, 거의 전구간에서 규슈 여객철도(JR 규슈)의 가고시마 본선과 병행해,가이즈카 역부터 니시테쓰 가시이 역까지 보통주 한다. 가이즈카 역에서 하코자키 선과, 와지로역에서(원래는 같은 회사의 노선이었던)가시이 선과 접속하고 있다.
궤간을 1435mm의 표준궤를 채용하는 다른 니시테쓰의 노선과는 달리, 가이즈카 선에서는 1067mm의 협궤가 채용되고 있다. 이것은, 가이즈카 선이 원래 하카타 만 철도 기선에 의해서 개통된 노선이었던 것에 의한다. 당초는 신하카타(현재의 니시테쓰 버스 지도리바시 버스 정류장 부근)부터 가이즈카・와지로를 거쳐 쓰야자키까지의 노선이었지만, 후쿠오카 시 구간에 대해서는 시내선 네트워크에 짜넣는 것으로 서비스 개선을 도모할 수 있도록,신하카타-가이즈카간을 개궤해 후쿠오카 시내선에 편입한 경위가 있지만,동구간은 1979년의 시내선 전폐시에 함께 폐지되었다. 그 이후, 다른 니시테쓰의 철도선과 연결되는 역이 없는 고립 노선이 되고 있다.
연선은 전선에 한적한 주택가가 퍼진다. 전선이 하카타 만・겐카이나다의 해안가를 달린다. 바다가 보이는 것은 다타라강의 하구와 와지로 역 부근 정도이다.
IC카드 「nimoca」가 2010년 3월 13일부터 이용 가능하게 되어, 동시에 가이즈카 역에서 접속하는 후쿠오카 시 지하철이 발행하는 IC카드 「하야카켄」(이)나 JR 규슈의 「SUGOCA」 등과 상호 이용할 수 있게 되었다. IC카드는 가이즈카・니시테쓰치하야・니시테쓰 가시이의 3역은 자동 개찰기, 그 이외의 역은 nimoca용 간이 개찰기의 설치로 대응하고 있다. 연선에서는, 보통주 하는 니시테쓰 버스의 노선이 한 발 앞서 nimoca에 대응했다. 전역에는 자동 개찰기는 설치되지 않고, 「요카 넷 카드」는 사용할 수 없다.

### 노선 데이터
- 노선 거리：11.0 km
- 궤간：1067mm
- 역수：10역(종점역 포함)
- 복선 구간：없음(전선 단선)
- 전화 구간：전선(직류 1500 V)
- 폐색 방식：자동 폐색식
- 차량 기지：다타라 차량 기지

### 입체 교차 사업
가시이 지구 부도심 정비 사업의 일환으로서 니시테쓰치하야-니시테쓰 가시이간에 연속 입체 교차 공사를 했다. 2004년 8월에 가이즈카(나지마역 부근) -가시이미야마에간이 새 선로로 전환,동시에 나카노 역이 고가역이 되어, 니시테쓰치하야 역으로 개칭되었다. 또, 2006년 5월 14일에는 니시테쓰치하야-가시이 화원 앞간(국도 3호선 입체 교차까지)가 고가화되어 연속 입체 교차 사업은 완료했다. 현재는 구 선로 자취를 포함한 재개발이 시작되어 있다.

### 장래의 계획
현재 지하철과의 직통 운행은 하지 않지만, 상호 직통 운행의 계획이 있다. 당초는 가이즈카 역- 미토마역 사이에 지하철과 2001년에 직통 운행을 개시할 예정이었지만, 2012년 현재 직통 운행에 필요한 차량의 신조나 홈의 연장(현행의 3량 대응에서 6량 대응으로)등의 공사는 행해지지 않았다. 다만 니시테쓰치하야-니시테쓰 가시이간의 연속 입체 교차 구간은, 지하철 노선연장을 고려해 6량 대응을 실시할 수 있는 구조로 건설되어 있다. 지하철의 선로는 가이즈카 역까지 있기 때문에, 노선 접속 공사 및 나지마역의 6량 대응 공사가 된다면 니시테쓰 가시이 역까지의 잠정 직통 운행은 가능하다.
2010년에는 후쿠오카 시에 의해서 직통 구간을 미토마- 나카스가와바타 또는 덴진으로 해, 차량 수를 3량 편성으로 하는 새로운 직통 검토안이 정리되었다. 종래의 6량 편성으로 하는 안에서 차량 수를 줄이는 것에 의해서, 차량의 정비비를 50억엔으로 하는 한편, 덴진 이서에의 노선 연장은 하지 않을 계획이 된다. 향후 시에서는 전체의 사업비를 정밀 조사 해, 채산성을 검토한다고 하고 있다.
또, 니시테쓰 가시이 역 - 가시이 화원 앞 역 사이에 신역을 설치해, 거기에서 하카타 만 바다에 건설 중인 인공섬(아일랜드시티)를 묶는 철도를 분기시킬 계획도 있다. 이 철도의 새 선로는 2010년도의 개통을 목표로 하고 있었지만,현 시점에서 이 계획의 실현성은 낮아지고 있다.

## 운행 형태
전선 단선이지만, 평일의 출퇴근 시간에는 약 10분 간격으로 운행되고 있다. 또 평일 낮과 토요일・휴일의 종일은 약 15분 간격으로 운행되고 있다. 전 열차가 1인 승무 운전을 실시하고 있다. 또, 2007년 4월 1일의 니시테쓰 신구-쓰야자키간 폐지 이전에는, 가이즈카-미토마간의 열차가 출퇴근 시간에는 약 6.5분 간격으로, 가이즈카-쓰야자키간의 열차가 종일 약 13분 간격으로 운행되고 있었다.
차내 방송은 모두 자동 방송으로 되어 있다. 방송 전에 흐르는 차임은 덴진오무타 선에서 사용되고 있는 차임과 같은 것을 사용하고 있지만, 가이즈카와 신구 도착시만 다른 차임이 흐른다.
이전에는, 가이즈카 역 또는 니시테쓰 신구 행의 전철이 가시이 화원 앞에 도착하기 직전에, 차내에 튤립의 「마음의 여행」(오르골판)이 흐르고 있었다. 또, 니시테쓰 신구 역 또는 가이즈카 행의 전철이 가시이 화원 앞에 도착하기 직전에는, 같은 오르골 노래로 튤립의 「선인장의 꽃」이 흐르고 있었다.
미야지다케 선 시대는, 도착시에 쓰야자키 행의 전철은 가시이 화원 앞 역과 쓰야자키 역에서 「마음의 여행」이, 미토마역에서 「선인장의 꽃」이 흘러 가이즈카 행 차에서는 미토마 역과 가이즈카 역에서 「마음의 여행」이, 가시이 화원 앞에서 「선인장의 꽃」이 흘러가고
있었다.
덧붙여 정식 기점은 가이즈카 역이지만, 열차 운행 및 여객 안내에서는 니시테쓰 신구 역에서 가이즈카 역으로 향하는 열차가 상행이 되어 있다.

## 이용 상황

### 수송 실적
가이즈카 선(구 미야지다케 선)의 수송 실적을 아래 표에 적는다.
표에서 수송 인원의 단위는 만 명. 수송 인원은 해당 연도의 값. 최고치를 적색으로, 최고치를 기록한 연도 이후의 최저치를 청색으로, 최고치를 기록한 연도 이전의 최저치를 녹색으로 표기하고 있다.
| 연도별 수송 실적 | 연도별 수송 실적                | 연도별 수송 실적                | 연도별 수송 실적                | 연도별 수송 실적                | 연도별 수송 실적 | 연도별 수송 실적                                                              |
| 연도             | 수송 실적(승차 인원): 만명/연도 | 수송 실적(승차 인원): 만명/연도 | 수송 실적(승차 인원): 만명/연도 | 수송 실적(승차 인원): 만명/연도 | 수송 밀도 인/1일 | 특기 사항                                                                     |
| ---------------- | ------------------------------- | ------------------------------- | ------------------------------- | ------------------------------- | ---------------- | ----------------------------------------------------------------------------- |
| 연도             | 통근 정기                       | 통학 정기                       | 정기 외                         | 합계                            | 수송 밀도 인/1일 | 특기 사항                                                                     |
| 1975년           | 382.0                           | 237.6                           | 510.2                           | 1129.8                          | 9,905            |                                                                               |
| 1976년           | 333.4                           | 211.4                           | 415.7                           | 960.6                           | 8,935            |                                                                               |
| 1977년           | 321.5                           | 214.7                           | 453.2                           | 989.5                           | 9,311            |                                                                               |
| 1978년           | 300.2                           | 217.2                           | 459.9                           | 977.4                           | 9,431            | 후쿠오카 시내선 전폐에 수반해, 지도리바시-가이즈카간을 폐지                   |
| 1979년           | 275.0                           | 209.9                           | 431.9                           | 917.0                           | 7,765            |                                                                               |
| 1980년           | 267.3                           | 224.3                           | 453.7                           | 945.5                           | 8,619            | 원맨 운전 개시                                                                |
| 1981년           | 261.9                           | 212.2                           | 417.5                           | 891.7                           | 8,201            |                                                                               |
| 1982년           | 245.2                           | 201.8                           | 407.7                           | 854.6                           | 7,912            |                                                                               |
| 1983년           | 233.8                           | 198.8                           | 382.9                           | 815.5                           | 7,508            |                                                                               |
| 1984년           | 219.3                           | 189.7                           | 358.7                           | 767.8                           | 7,099            |                                                                               |
| 1985년           | 212.6                           | 190.8                           | 357.9                           | 761.3                           | 7,041            |                                                                               |
| 1986년           | 213.7                           | 228.3                           | 395.2                           | 837.2                           | 7,426            | 도노하루역 개업. 후쿠오카 시 교통국 지하철 하코자키 선이 가이즈카 역까지 개통 |
| 1987년           | 287.4                           | 324.3                           | 486.2                           | 1097.9                          | 9,247            |                                                                               |
| 1988년           | 294.5                           | 363.6                           | 480.6                           | 1138.7                          | 9,427            |                                                                               |
| 1989년           | 300.2                           | 378.8                           | 483.8                           | 1162.8                          | 9,577            |                                                                               |
| 1990년           | 303.4                           | 385.9                           | 496.6                           | 1185.9                          | 9,712            |                                                                               |
| 1991년           | 316.5                           | 367.4                           | 529.4                           | 1213.3                          | 9,761            |                                                                               |
| 1992년           | 325.2                           | 349.5                           | 544.7                           | 1219.4                          | 9,653            |                                                                               |
| 1993년           | 325.9                           | 325.3                           | 542.3                           | 1193.5                          | 9,283            |                                                                               |
| 1994년           | 323.0                           | 302.7                           | 530.4                           | 1156.1                          | 8,987            |                                                                               |
| 1995년           | 317.2                           | 285.7                           | 528.8                           | 1131.7                          | 8,801            |                                                                               |
| 1996년           | 313.0                           | 280.5                           | 530.7                           | 1124.2                          | 8,713            |                                                                               |
| 1997년           | 310.1                           | 268.1                           | 491.8                           | 1070.0                          | 8,627            |                                                                               |
| 1998년           | 288.2                           | 248.4                           | 471.6                           | 1008.2                          | 8,235            |                                                                               |
| 1999년           | 270.1                           | 226.8                           | 462.6                           | 959.5                           | 7,903            |                                                                               |
| 2000년           | 253.9                           | 211.9                           | 444.1                           | 909.9                           | 7,518            |                                                                               |
| 2001년           | 238.1                           | 202.1                           | 428.1                           | 868.3                           | 7,199            |                                                                               |
| 2002년           | 226.5                           | 200.5                           | 412.8                           | 839.8                           | 6,967            | 막차 시간 연장(가이즈카 역 발 23:31→0:10)                                     |
| 2003년           | 212.0                           | 169.6                           | 390.1                           | 771.7                           | 6,435            |                                                                               |
| 2004년           | 207.5                           | 150.4                           | 363.3                           | 721.2                           | 6,056            |                                                                               |
| 2005년           |                                 |                                 |                                 |                                 |                  |                                                                               |
| 2006년           |                                 |                                 |                                 |                                 |                  | 니시테쓰치하야-니시테쓰 가시이간이 고가화                                     |
| 2007년           |                                 |                                 |                                 |                                 |                  | 니시테쓰 신구-쓰야자키간을 폐지, 가이즈카 선으로 개칭                         |

### 수입 실적
가이즈카 선(구 미야지다케 선)의 수입 실적을 아래 표에 적는다.
표에서 수입의 단위는 천엔. 수치는 해당 연도의 값. 최고치를 적색으로, 최고치를 기록한 연도 이후의 최저치를 청색으로,최고치를 기록한 연도 이전의 최저치를 녹색으로 표기하고 있다.
| 연도별 수입 실적 | 연도별 수입 실적          | 연도별 수입 실적          | 연도별 수입 실적          | 연도별 수입 실적          | 연도별 수입 실적          | 연도별 수입 실적      | 연도별 수입 실적 |
| 연도             | 여객 운임 수입：천엔/연도 | 여객 운임 수입：천엔/연도 | 여객 운임 수입：천엔/연도 | 여객 운임 수입：천엔/연도 | 여객 운임 수입：천엔/연도 | 운수 잡수입 천엔/연도 | 종합계 천엔/연도 |
| ---------------- | ------------------------- | ------------------------- | ------------------------- | ------------------------- | ------------------------- | --------------------- | ---------------- |
| 연도             | 통근 정기                 | 통학 정기                 | 정기 외                   | 소화물                    | 합계                      | 운수 잡수입 천엔/연도 | 종합계 천엔/연도 |
| 1975년           | 163,244                   | ←←←←                      | 278,407                   | 505                       | 442,156                   | 19,349                | 461,505          |
| 1986년           | 278,770                   | ←←←←                      | 559,812                   | 0                         | 838,582                   | 91,130                | 929,712          |
| 1987년           | 257,581                   | 115,349                   | 683,953                   | 0                         | 1,056,883                 | 93,966                | 1,150,849        |
| 1988년           | 259,881                   | 127,677                   | 669,079                   | 0                         | 1,056,637                 | 102,858               | 1,159,495        |
| 1989년           | 262,964                   | 132,050                   | 656,949                   | 0                         | 1,051,963                 | 115,844               | 1,167,807        |
| 1990년           | 267,714                   | 135,151                   | 671,721                   | 0                         | 1,074,586                 | 122,961               | 1,197,547        |
| 1993년           | 312,025                   | 124,220                   | 814,928                   | 0                         | 1,251,173                 | 141,634               | 1,392,807        |
| 1994년           | 337,264                   | 124,660                   | 838,959                   | 0                         | 1,300,883                 | 139,333               | 1,440,216        |
| 1995년           | 331,042                   | 117,729                   | 837,947                   | 0                         | 1,286,718                 | 153,982               | 1,440,700        |
| 1998년           | 352,608                   | 114,195                   | 857,786                   | 0                         | 1,324,590                 | 181,849               | 1,506,439        |
| 1999년           | 333,571                   | 104,709                   | 842,635                   | 0                         | 1,280,915                 | 193,961               | 1,474,876        |
| 2000년           | 311,833                   | 98,504                    | 807,303                   | 0                         | 1,217,640                 | 201,219               | 1,418,859        |
| 2001년           | 287,130                   | 94,799                    | 772,375                   | 0                         | 1,154,304                 | 196,695               | 1,350,999        |
| 2002년           | 266,787                   | 94,172                    | 733,707                   | 0                         | 1,094,666                 | 188,814               | 1,283,480        |
| 2003년           | 249,617                   | 80,540                    | 688,626                   | 0                         | 1,018,783                 | 188,217               | 1,207,000        |
| 2004년           | 245,301                   | 71,503                    | 642,312                   | 0                         | 959,116                   | 182,264               | 1,141,380        |

본 노선의 수지는 연간 2억엔의 적자가 되고 있다고 후쿠오카 시 의회내에서 2009년에 보고되었다.

## 사용 차량
니시테쓰 발족 후는 간선이 아니라는 이유로 전용의 신차가 제조되지 않고, 1944년부터 1951년에 걸쳐 국철로 차량을 양도한 후는 모두 오무타 선(현・덴진오무타 선)에서의 전속에 의해 조달하고 있다. 하카타 만 철도 기선으로부터 계승한 차량 및 아래 국철의 차량은 1980년의 원맨 운전 개시에 의해 전폐되어 현존하는 차량은 모두 오무타 선에서의 차량이다. 궤간이 덴진오무타 선과 다르기 때문에, 차체를 지탱하는 부분을 시작해 주요 기기는 근년은 주로 세이부 철도 등 타사의 폐차 발생품을 유용하고 있다. 또, 연결기도 덴진오무타 선에서 사용되고 있는 톰 인손 식 밀착 연결기가 아니고, 구 국철과 같은 시바타식 자동 연결기를 사용하고 있다.
1977년에 입선한 313형 이후의 신규 입선차량의 차체도색은 덴진오무타 선의 2000형과 같은 옥사이드 옐로우에 본 레드대가 되고 있어 현재는 이 도장으로 통일되고 있다. 그 이전의 차량은 니시테쓰 구 표준색인 상반 베이지, 하반 팥색 도장이었다. 또, 313형까지는 차량 번호의 서체에, 후쿠오카 시내선 차량이나 기타큐슈 선 연접차와 마찬가지로 낭만체를 이용하고 있었다.
니시테쓰 신구-쓰야자키간 폐지 후는 노선 단축에 가세해 대폭 감편이 실시되었기 때문에, 최고 피크시에 7 운용이 되어, 이것에 검사 예비분을 더해도 9 편성 있으면 충분하게 되었다. 600형 전 편성과 313형 2 편성과 300형 1 편성을 제외해, 2007년 후반에 300형의 검사 기한 마감이 잇따르는 것으로 노후화를 이유로서 쓰리카케 구동 방식으로 남아 있던 300형이나 313형을 폐차하게 되었다. 2006년 9월부터 운용 이탈하고 있던 316 편성이 동년 4월 중순부터 해체 작업에 들어가, 5월 하순까지 폐차 예정차 중 모든 것이 해체되었다(이러한 차량의 폐차일은 모두 2007년 4월 1일자). 덧붙여 같은 달 1일 이후는 평시 시간대의 대부분이 600형으로 운용되게 되어, 300형이나 313형은 출퇴근시 중심의 운용이 되었다. 그 후, 2007년 12월 21일에 3량 편성으로의 운용을 취소해 모든 열차가 2량 편성으로의 운용이 되었다.
개업 당초는 비전화이며 증기 기관차가 객차・화차를 견인했지만, 1929년 전화에 의해 여객
열차는 전철화되었다. 1949년에 전기 기관차를 도입해, 화물열차도 무연화되었지만, 화물 수송의 폐지에 의해 전기 기관차는 소멸했다.

### 현재의 차량
- 313형
- 600형

### 과거의 차량
- 1형
- 10형
- 50형
- 120형
- 300형
- ED200형 전기 기관차

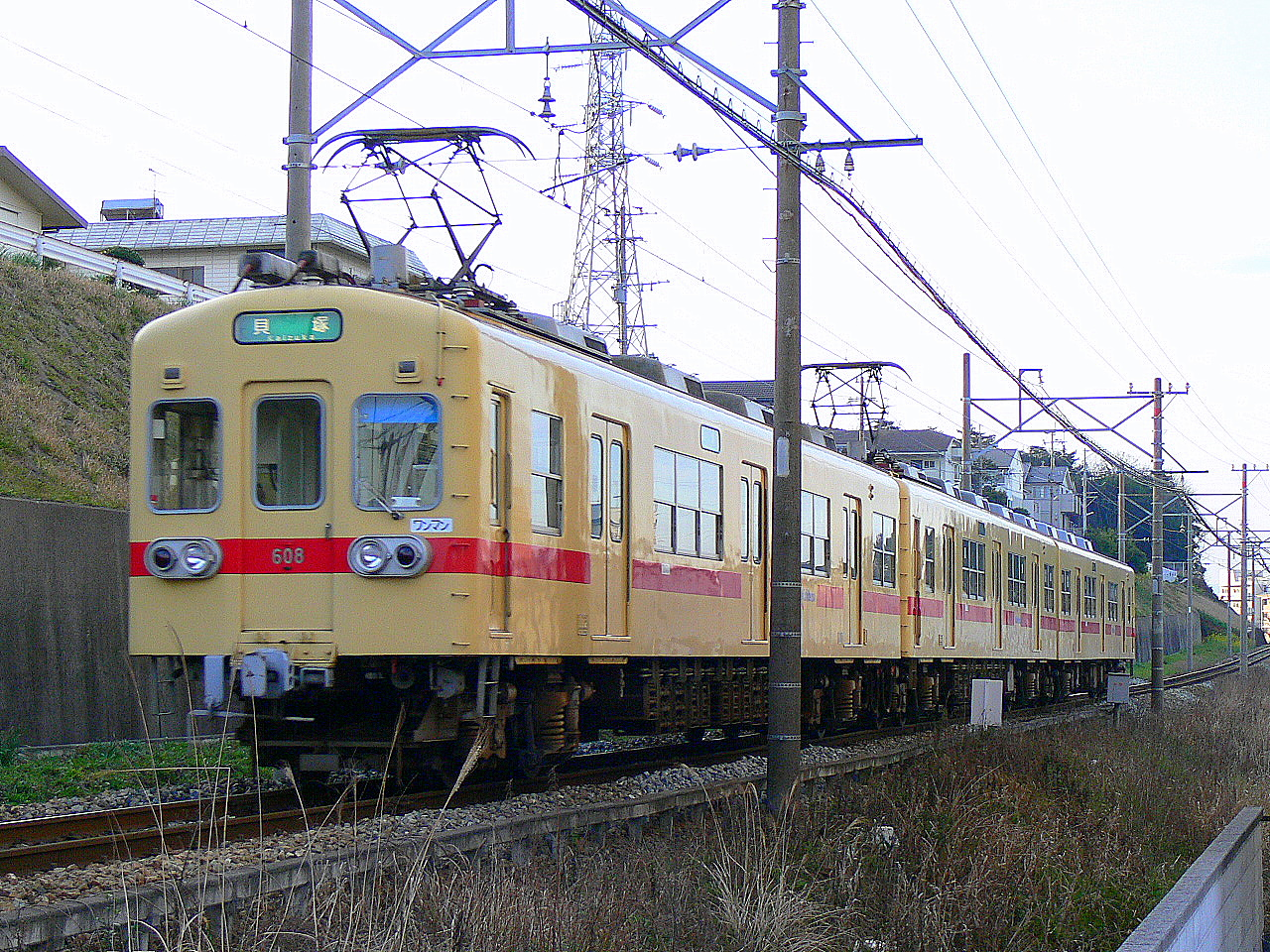
일찍이 운행되고 있던 600형 전철의 3량 편성(2002년 3월 2일 촬영)
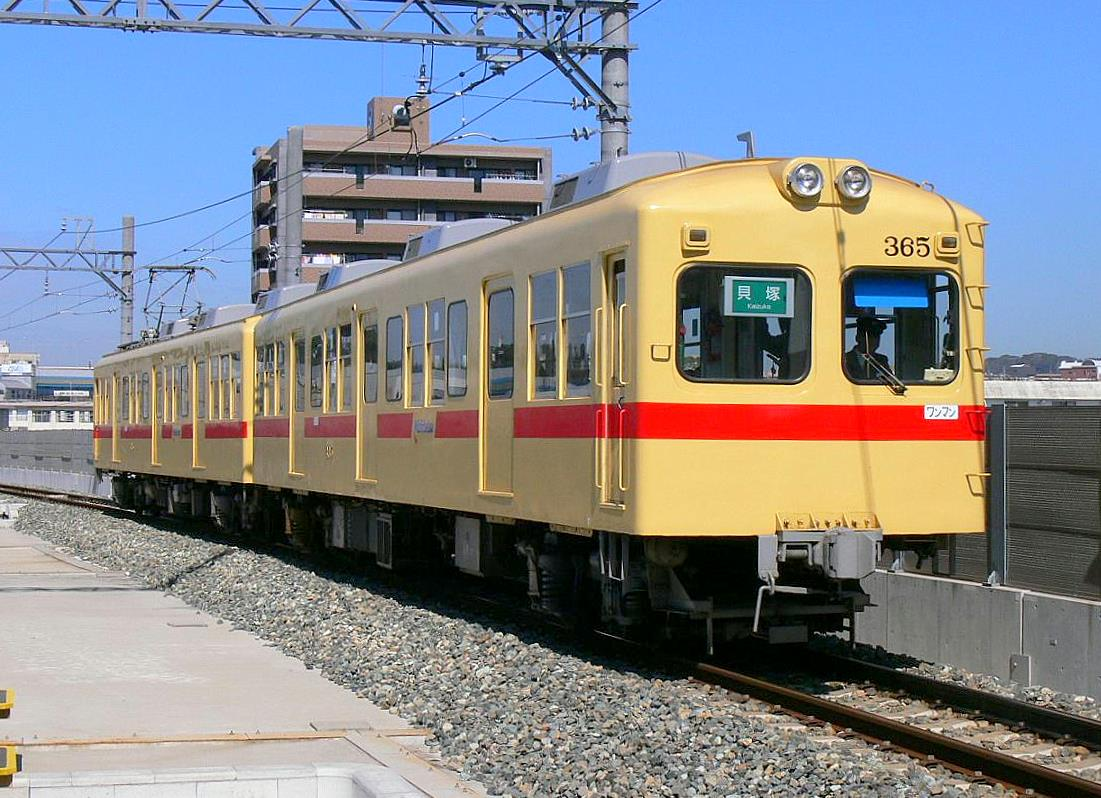
고가화 된 니시테쓰 가시이 역 부근을 달리는 313형 전철(2002년 3월 2일 촬영)
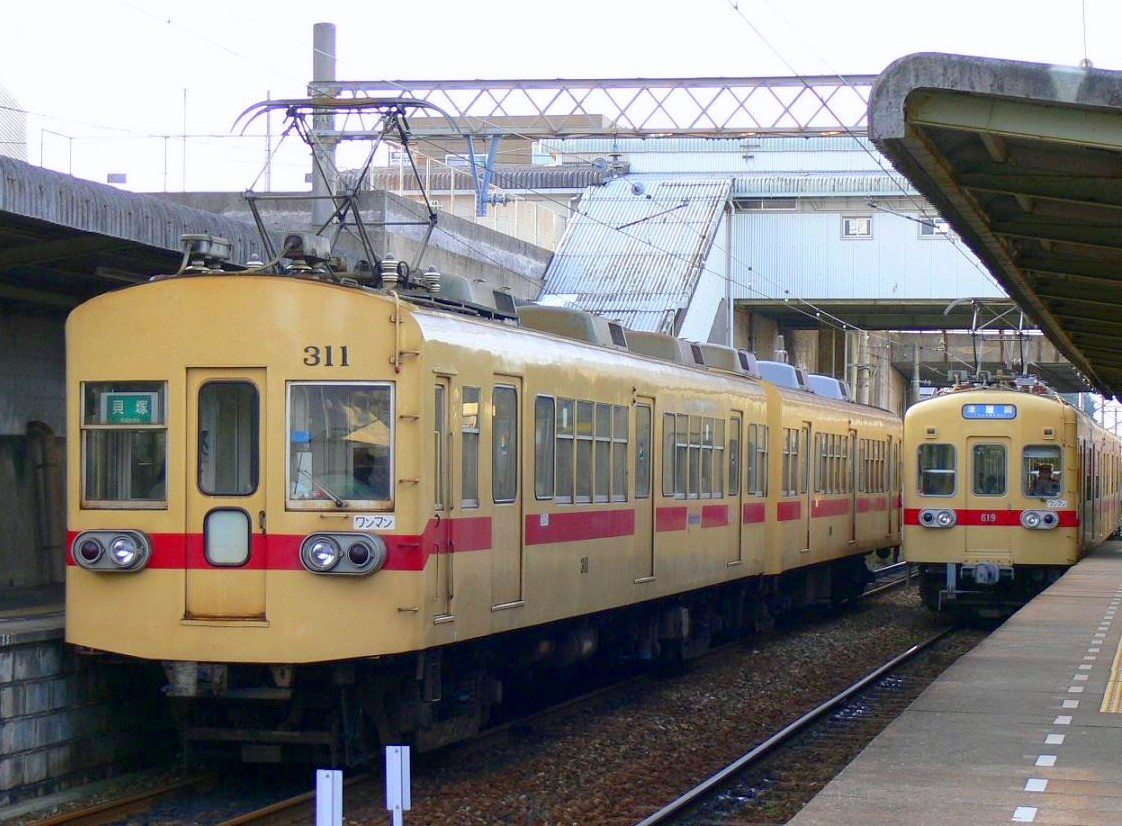
미토마 역에서 열차 교환을 실시하는 300형 전철(2002년 3월 2일 촬영)

## 역사
- 1924년(다이쇼13년)5월 23일 하카타 만 철도 기선이 신하카타(후의 지도리바시)-와지로간을 개통
  - 11월 13일 도노하루 역 폐지 인가
- 1925년(다이쇼 14년)7월 1일 와지로-미야지다케 간이 개통
  - 7월 15일 신카시이(현재의 니시테쓰 가시이) -와지로간에 (임)가타오토코치 역 개업. 폐지일 불명.
- 1927년-1930년경 신하카타-하코자키미야마에간의 지요 정 역 폐지
- 1929년(쇼와4년)8월 16일 전선을 1500V 전철화
- 1929년(쇼와 4년)11월 1일 하나미 역 개업
- 1935년(쇼와 10년)2월 5일 하코자키마쓰바라-나지마 간에 신호장 개설
- 1941년(쇼와 14년)4월 1일 가시이 복일원 앞 역(현재의 가시이 화원 앞 역) 개업
- 1942년(쇼와 17년) 4월 1일 가시이 복일원 앞 역을 운동장 앞 역으로 개칭.
  - 9월 19일 규슈 전기 궤도에 합병
  - 9월 22일 서일본 철도로 개칭, 동사의 미야지다케 선이 된다
- 1950년(쇼와 25년)4월 20일 하코자키마쓰바라-나지마간의 신호장을 역으로 변경해 니시테쓰 다타라 역(현재의 가이즈카 역) 개업
  - 5월 15일 신하카타 역을 니시테쓰 하카타 역, 신카시이 역을 니시테쓰 가시이 역, 신구 항 역을 니시테쓰 신구 역, 신코가 역을 니시테쓰 고가 역, 지쿠젠후쿠마 역을 니시테쓰 후쿠마 역으로 개칭
- 1951년(쇼와 26년)6월 15일 나카노 역(현재의 니시테쓰치하야 역) 개업
  - 7월 1일 미야지다케-쓰야자키간이 개통. 미야지다케 역 이전
- 1954년(쇼와 29년)3월 5일 니시테쓰 하카타-니시테쓰 다타라간을 표준궤로 개궤해 600V로 강압. 니시테쓰 하카타 역을 신하카타 전차 정류장(1963년에 지도리바시로 개칭), 하코자키미미야마에 역을 하코자키하마 전차 정류장, 니시테쓰 다타라역을 경륜장 앞 역으로 개칭. 이것에 의해 동구간은 사실상 후쿠오카 시내선에 편입되어 가이즈카 선으로 불린다(정식으로는 이 후도 미야지다케 선)
- 1957년(쇼와 32년)5월 13일 운동장 앞 역을 가시이 화원 앞 역으로 개칭
- 1958년(쇼와 33년)10월 1일 고가 골프장 앞 역 개업
- 1959년(쇼와 34년)3월 1일 가시이미야마에역 개업
- 1962년(쇼와 37년) 11월 1일 경륜장 앞 역을 가이즈카 역으로 개칭
- 1966년(쇼와 41년)10월 26일 와지로 역 서부 입체 교차화
- 1978년(쇼와 53년)10월 1일 CTC・ATS사용 개시
- 1979년(쇼와 54년)2월 11일 후쿠오카 시내선 전폐에 수반해, 지도리바시-가이즈카간을 폐지
- 1980년(쇼와 55년)9월 1일 원맨 운전 개시
- 1985년(쇼와 60년)8월 30일 가이즈카 역이 쓰야자키쪽으로 160m 이전(신규로 후쿠오카시 지하철과 일체의 역 시설 건설을 위해). 영업 거리 0.2 km 단축
- 1986년(쇼와 61년) 11월 1일 도노하루역 개업
  - 11월 12일 후쿠오카 시 지하철 2호선(하코자키 선)이 가이즈카 역까지 개통. 지하철 환승 대응을 위해 미야지다케 선 각 역에서 발행되는 표가 자기면이 있는 것으로 바뀐다.
- 2000년(헤이세이12년) 무렵 입체 교차 사업에 수반해, 가시이미야마에-니시테쓰 가시이를 가선으로 변환
- 2003년(헤이세이 15년)3월 15일 막차 시간 연장(가이즈카 역 발 23:31→0:10)
- 2004년(헤이세이 16년)8월 2일 가이즈카-가시이미야마에 간이 경로 변경. 나카노 역을 니시테쓰치하야 역으로 개칭, 고가화.
- 2006년(헤이세이 18년)5월 14일 니시테쓰치하야-니시테쓰 가시이간이 고가화(가시이미야마에역과 니시테쓰 가시이 역이 고가역으로 변경, 다소의 경로 변경).나지마-가시이 화원 앞간의 영업 거리 0.1 km 연장. 이 경로 변경에 의해, 운임이 내리는 구간에서는 가격 인하되었지만, 오르는 구간에서는 가격 인상을 하지 않고 그대로 두었다.
- 2007년(헤이세이 19년)4월 1일 니시테쓰 신구-쓰야자키간을 폐지, 가이즈카 선으로 개칭. 폐지 구간은 대체 버스를 운행.
- 2007년(헤이세이 19년)12월 21일 이 기한으로 출퇴근시에 남아 있던 3량 편성으로의 운용을 취소해 모든 열차가 2량 편성이 된다.
- 2009년(헤이세이 21년)4월 1일 역 업무의 모두를 자회사 니시테쓰 스테이션 서비스에 이관. 니시테쓰 가시이 역이 관리역이 된다.
- 2010년(헤이세이 22년)3월 13일 IC카드 nimoca 도입
- 2018년(헤이세이 30년) 아이노섬을 배경으로 다루는 고양이 도색을 입힌 테마 열차인 냥덴(にゃん電)의 운행 개시

## 니시테쓰 신구-쓰야자키간의 존폐 문제

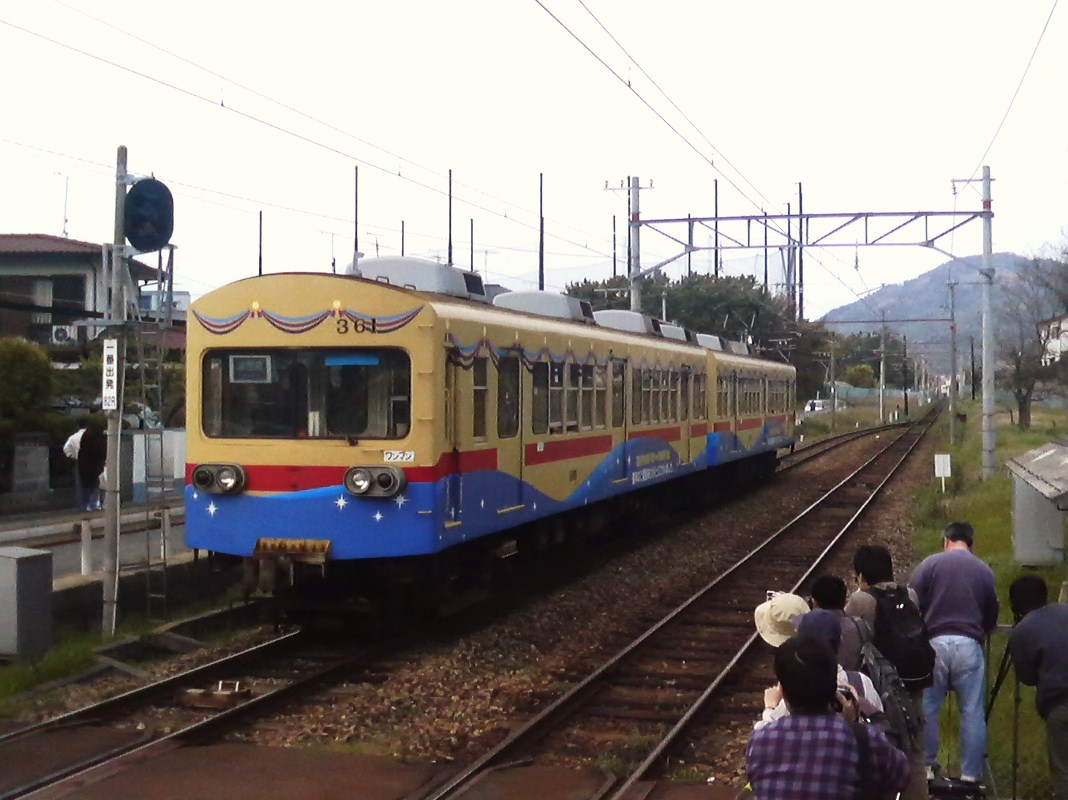
부분 폐지에 수반하는 특별 도장 차량(300형) 니시테쓰 후쿠마 역

미토마 내지는 니시테쓰 신구로부터 쓰야자키까지의 구간은 가고시마 본선과 국도가 병행하고 있어, 2004년도의 수송 밀도는 2,201명으로 가이즈카부터 니시테쓰 신구까지의 동 년도의 수송 밀도 9,557명의 1/4이라고 하는 상황이었다. 니시테쓰 측은 후쿠오카 현 및 연선 자치체에 경영 개선의 협력 요청을 하고 있는 것이 2005년 1월에 밝혀져, 연선 자치체와 경영 개선책을 검토해 왔지만, 결국 이용객은 증가하지 않고, 2006년 3월에 니시테쓰 신구-쓰야자키간의 폐지가 결정되었다. 폐지는 2007년 4월 1일. 동시에 미야지다케 역이 폐지되었기 때문에 미야지다케 선에서 가이즈카 선으로 개칭되었다. 덧붙여 폐지 구간에는 대체 버스가 운행되고 있다. 대체 버스에 의한 미토마-쓰야자키간의 운임은 430엔(동구간 철도 이용의 경우는 철도 폐지 시점에서 260엔)이다.
폐지 대상 구간의 연선은 주택가로, 같은 니시테쓰의 아마기 선보다 편 수가 많아,계열의 지쿠호 전철선 등의 성공 사례를 비교하면 호조건으로 보인다. 그러나, 전선 단선・보통 열차만・차량이 본선 계통으로부터 전속한 구형차 등으로 수송력이 낮은 일, 종점의 위치가 쓰야자키라고 하는 어중간한 곳, 현상은 지하철과 접속하고 있다고는 해도 도심에 직통하고 있지 않는 것, 신구-쓰야자키간은 지하철과의 환승 할인도 적용되지 않고, 전술과 같이 요카 넷 카드를 사용할 수 없는 것, 국철 민영화에 의해 병행하고 있는 JR 가고시마 본선의 근대화가 진행되어 신역의 설치, 신차의 도입, 쾌속・보통 열차의 증발 등에 의해서 이용자 감소가 진행되어, 적자가 계속되고 있었다.
후쿠쓰시・고가시・신구정의 주민들이 미야지다케 선(당시)의 존속을 호소하는 6만명의 서명이 모여,니시테쓰 신구-쓰야자키간의 제 3 섹터화등이 검토되었지만, 니시테쓰 측이 3 섹터와의 직통 운행을 실시하지 않는다고 명언한 것이나 3 섹터 설립에는 고액의 비용이 걸리는 것 등도 있어, 단념했다.
2007년 2월 20일에 미야지다케 선 일부 구간 폐지에 수반하는 노선명 변경 및 철도・버스 운행 개요가 발표되었다. 내용은 철도 운행의 개요로서 폐지에 수반해 노선 명칭을 「가이즈카 선」으로 개칭하는 것, 가이즈카-니시테쓰 신구간의 운행 개수를 평일 83 왕복・토요일・휴일 73 왕복으로 하는 것(이것에 의해 평일의 미토마-니시테쓰 신구간 이외는 감편), 운행 간격을 평일 출퇴근시 10분 ・평시 및 토요일・휴일의 종일은 15분으로 하는, 출퇴근시의 열차의 이합을 재검토해 소요 시분을 단축하는 것, 일 중 시간대(10 - 17시)의 후쿠오카 시 지하철 하코자키 선의 니시진 방면 직통 열차와 접속하는 등 편리성 향상을 도모하는 것이다. 또, 폐지 구간에 대한 대체 버스의 운행 개요는, 니시테쓰 신구 역부터 고가, JR 후쿠마역을 경유해 쓰야자키 다리까지를 묶는 노선(1일 40 왕복)이나, 평일의 출퇴근 시간대에 도시 고속을 경유해 덴진과 쓰야자키를 연결하는 노선, 니시후쿠마 산초메부터 JR후쿠마 역을 경유해 고요다이를 연결하는 노선을 신설하는 것이었다(그러나 니시후쿠마 산초메-JR 후쿠마 역-고요다이의 계통은 적자이기 때문에 2009년 4월 1일에 폐지).
다음 3월 16일에는, 미야지다케 선 일부 구간 폐지 관련 사항이 발표되었다. 개요로서는, 같은 달 19일부터 31일까지 미야지다케 선 전역에서 이번 폐지가 되는 6 역의 사진을 넣은 「기념 승차권」을 발매, 19일부터 폐지 당일까지 차체를 커팅 시트로 장식한 기념 전철(311+361편성)을 운행, 니시테쓰 신구-쓰야자키간의 운행 마지막 날의 31일은 폐지 구간을 종일 무료 운임으로 영업, 최종 임시 전철의 전 2개의 임시 영업 전철(쓰야자키 발)을 운행(쓰야자키 역 23시 22분발→가이즈카 역 24시 05분, 쓰야자키 역 23시 41분발→가이즈카 역 24시 23분), 최종 임시 전철을 운행(쓰야자키 역 24시 20분발→가이즈카 역 25시 00분으로 도중 손님 취급 없음의 운행, 미야지다케 역에서 31일 10시부터 「승차 정리권」을 배포), 쓰야자키 역발의 최종 전철이 되는 24시 20분발 가으자카 행 최종 임시 전철의 출발에 앞서, 31일 23시 50분부터 쓰야자키 역에서 「최종 임시 전철
출발식」을 실시하는 것이었다.
3월 31일 당일은, 로컬선과의 이별을 아까워하는 연선 주민이나 철도 팬이 몰려들었다. 최종 임시 전철 출발식이 4월 1일 오전 0시 지나서 쓰야자키역에서 행해졌다. 동 역의 좁은 홈은 심야에도 구애받지 않고, 사진 촬영을 하는 사람이나 이별을 고하러 온 사람들로 가득해 있었다. 사장의 인사의 뒤에 최종 전철이 입선해, 이 전철은 전술한 대로 푸른 물결의 스티커를 장식한 기념 전철(311+361편성)이 충당되어 「오랫동안의 관심어린 애정 감사합니다」라고 메시지가 들어간 헤드마크가 장착되었다. 기관사가 꽃다발을 받아 승차해, 마지막 승객(정리권 지참자)을 태워 가이즈카 전철 영업소장의 출발 신호로 가이즈카로 발차했다.
2008년 현재, 폐지 구간에서는 선로의 철거 작업은 거의 종료되었다.

## 역 목록
전 역 후쿠오카현에 소재.
| 역 이름        | 일본어 이름 | 역간 거리 (km) | 영업 거리 (km) | 접속 노선                              | 소재지              |
| -------------- | ----------- | -------------- | -------------- | -------------------------------------- | ------------------- |
| 가이즈카       | 貝塚        | n/a            | 0.0            | 후쿠오카 시 교통국: ■ 하코자키 선      | 후쿠오카시 히가시구 |
| 나지마         | 名島        | 1.4            | 1.4            |                                        | 후쿠오카시 히가시구 |
| 니시테쓰치하야 | 西鉄千早    | 1.1            | 2.5            | 규슈 여객철도: 가고시마 본선(지하야역) | 후쿠오카시 히가시구 |
| 가시이미야마에 | 香椎宮前    | 0.5            | 3.0            |                                        | 후쿠오카시 히가시구 |
| 니시테쓰카시이 | 西鉄香椎    | 0.6            | 3.6            |                                        | 후쿠오카시 히가시구 |
| 가시이카엔마에 | 香椎花園前  | 1.4            | 5.0            |                                        | 후쿠오카시 히가시구 |
| 도노하루       | 唐の原      | 1.1            | 6.1            |                                        | 후쿠오카시 히가시구 |
| 와지로         | 和白        | 1.1            | 7.2            | 규슈 여객철도: 가시이 선               | 후쿠오카시 히가시구 |
| 미토마         | 三苫        | 1.8            | 9.0            |                                        | 후쿠오카시 히가시구 |
| 니시테쓰신구   | 西鉄新宮    | 2.0            | 11.0           | 가스야군 신구정                        |                     |

### 2007년에 폐지된 구간
니시테쓰신구 - 고가 골프장 앞 - 니시테쓰코가 - 하나미 - 니시테쓰후쿠마 - 미야지다케 - 쓰야자키

### 후쿠오카 시내선 편입 구간(1979년폐지)
※명칭은 후쿠오카 시내선 편입 직전의 것. 편입 후는 니시테쓰 후쿠오카 시내선을 참조. 지요 정 역은 1930년 이전에 폐지.
- 니시테쓰 하카타 역(후의 지도리바시) - (지요 정 역) -하코자키미야마에 역(후의 하코자키하마) -하코자키마쓰하라 역- 니시테쓰 다타라 역(현 가이즈카 역)

## 환승 할인
후쿠오카 시 지하철과의 환승 할인을 실시하고 있다. 다만, 니시테쓰 가이즈카 선 각 역으로부터 지하철 하코자키큐다이메 역 사이를 이용하는 경우는, 지하철의 가이즈카 역-지하철 하코자키큐다이메 역간을 「오토나리 표」로 이용하는 것이 싸진다. 자세한 것은 이하의 링크를 참조.또, 종점의 니시테쓰 신구 역은 환승 할인의 대상 외이다.
- 승계할인(니시테쓰 사이트 내) 보관됨 2012-05-07 - 웨이백 머신
- 요금 제도(후쿠오카 시 교통국 사이트 내)

덧붙여 덴진오무타 선과의 통과 연락 운임은 설정되어 있지 않다.

## 참고
1. ↑  “企業・グループ情報 - 鉄道事業”. 2017년 7월 25일에 원본 문서에서 보존된 문서. 2017년 7월 23일에 확인함.
2. ↑  후쿠오카 시：지하철 하코자키 선-니시테쓰 가이즈카 선 직통의 차량 정비비, 개산으로 50억엔/후쿠오카 - 마이니치 신문, 2010년 1월 16일,지방판.
3. ↑  후쿠오카 시 지하철과 니시테쓰, 미토마~나카스카와바타・덴진 직통 검토[깨진 링크(과거 내용 찾기)] - 요미우리 신문, 2010년 1월 14일.
4. ↑  2009년 1월 28일의 후쿠오카시 의회 교통 대책 특별 위원회의 질의응답의 질문 13
5. ↑  같은 상황에 있는 노선으로서 2007년에 긴키 일본 철도에서 경영 분리된 요로 철도 요로 선이나 이가 철도 이가 선이 있다.

- 이마오 게이스케 감수 「일본 철도 여행 지도책 12호 규슈 오키나와」신쵸샤, 2009년
- 데라다 유이치 「데이터 북 일본의 사철」네코 퍼블리싱, 2002년
- 서일본 철도 주식회사 「니시테쓰 100년의 걸음《서일본 철도 백년사 다이제스트판》」2008년